# راک پوینت (آریزونا)
راک پوینت (به انگلیسی: Rock Point) یک منطقهٔ مسکونی در ایالات متحده آمریکا است که در شهرستان آپاچی، آریزونا واقع شده‌است. راک پوینت ۳۶٫۷۲ کیلومتر مربع مساحت و ۶۴۲ نفر جمعیت دارد و ۱٬۵۲۵ متر بالاتر از سطح دریا قرار دارد.